# Wereldkampioenschappen judo 2025
De wereldkampioenschappen judo 2025 werden van 13 tot en met 20 juni gehouden in Boedapest, Hongarije. De wedstrijden vonden plaats in de Papp László Budapest Sportaréna. Er stonden vijftien onderdelen op het programma, zeven voor mannen, zeven voor vrouwen en een gemengde landenwedstrijd.
556 judoka's uit 93 landen hadden zich geplaatst voor het toernooi. Rusland en Belarus waren naar aanleiding van de Russische invasie van Oekraïne uitgesloten van deelname.  Sinds maart 2022 mogen judoka's uit deze landen uitsluitend onder de vlag van de Internationale Judobond (IJF) deelnemen aan door de IJF georganiseerde toernooien en kunnen dus voorlopig niet voor hun land uitkomen. Dit jaar maakten achttien judoka's gebruik van deze regeling.

## Programma
De mannen en vrouwen kwamen uit in zeven gewichtsklassen. Tot en met de kwartfinales vonden de wedstrijden dagelijks plaats vanaf 11:30 uur lokale tijd (UTC+2). De halve finales, herkansingen en de finales vonden plaats vanaf 18:00 uur lokale tijd.
| Gewichtsklasse  | Gewichtsklasse  | juni        | juni        | juni        | juni        | juni        | juni        | juni        | juni | juni   |
| Mannen          | Vrouwen         | 13          | 14          | 15          | 16          | 17          | 18          | 19          | 20   | Totaal |
| --------------- | --------------- | ----------- | ----------- | ----------- | ----------- | ----------- | ----------- | ----------- | ---- | ------ |
| –60 kg          | –48 kg          | Goud · Goud |             |             |             |             |             |             |      | 2      |
| –66 kg          | –52 kg          |             | Goud · Goud |             |             |             |             |             |      | 2      |
| –73 kg          | –57 kg          |             |             | Goud · Goud |             |             |             |             |      | 2      |
| –81 kg          | –63 kg          |             |             |             | Goud · Goud |             |             |             |      | 2      |
| –90 kg          | –70 kg          |             |             |             |             | Goud · Goud |             |             |      | 2      |
| –100 kg         | -78 kg          |             |             |             |             |             | Goud · Goud |             |      | 2      |
| +100 kg         | +78 kg          |             |             |             |             |             |             | Goud · Goud |      | 2      |
| Landenwedstrijd | Landenwedstrijd |             |             |             |             |             |             |             | Goud | 1      |
| Totaal          | Totaal          | 2           | 2           | 2           | 2           | 2           | 2           | 2           | 1    | 15     |

## Medailles

### Mannen
| Onderdeel           | Goud               | Zilver                 | Brons                   |
| ------------------- | ------------------ | ---------------------- | ----------------------- |
| Klasse tot 60 kg    | Ryuju Nagayama     | Romain Valadier-Picard | Yolk Kazirbyek          |
| Klasse tot 60 kg    | Ryuju Nagayama     | Romain Valadier-Picard | Ayub Bliev              |
| Klasse tot 66 kg    | Takeshi Takeoka    | Nurali Emomali         | Obid Dzhebov            |
| Klasse tot 66 kg    | Takeshi Takeoka    | Nurali Emomali         | Hifumi Abe              |
| Klasse tot 73 kg    | Joan-Benjamin Gaba | Daniel Gargnin         | Makhmadbek Makhmadbekov |
| Klasse tot 73 kg    | Joan-Benjamin Gaba | Daniel Gargnin         | Tatsuki Ishihara        |
| Klasse tot 81 kg    | Timur Arbuzov      | Tato Grigalasjvili     | Zelim Tckaev            |
| Klasse tot 81 kg    | Timur Arbuzov      | Tato Grigalasjvili     | Lee Joon-hwan           |
| Klasse tot 90 kg    | Sanshiro Murao     | Goki Tajima            | Eljan Hajiyev           |
| Klasse tot 90 kg    | Sanshiro Murao     | Goki Tajima            | Luka Maisuradze         |
| Klasse tot 100 kg   | Matvey Kanikovskiy | Dota Arai              | Zelym Kotsoiev          |
| Klasse tot 100 kg   | Matvey Kanikovskiy | Dota Arai              | Arman Adamian           |
| Klasse boven 100 kg | Inal Tasoev        | Guram Tushishvili      | Temur Rakhimov          |
| Klasse boven 100 kg | Inal Tasoev        | Guram Tushishvili      | Kim Min-jong            |

### Vrouwen
| Onderdeel          | Goud               | Zilver                      | Brons                   |
| ------------------ | ------------------ | --------------------------- | ----------------------- |
| Klasse tot 48 kg   | Assunta Scutto     | Abiba Abuzhakynova          | Laura Martínez Abelenda |
| Klasse tot 48 kg   | Assunta Scutto     | Abiba Abuzhakynova          | Wakana Koga             |
| Klasse tot 52 kg   | Uta Abe            | Distria Krasniqi            | Roza Gyertyas           |
| Klasse tot 52 kg   | Uta Abe            | Distria Krasniqi            | Mascha Ballhaus         |
| Klasse tot 57 kg   | Eteri Liparteliani | Momo Tamaoki                | Shirlen Nascimento      |
| Klasse tot 57 kg   | Eteri Liparteliani | Momo Tamaoki                | Sarah Leonie Cysique    |
| Klasse tot 63 kg   | Haruka Kaju        | Catherine Beauchemin-Pinard | Boldyn Gankhaich        |
| Klasse tot 63 kg   | Haruka Kaju        | Catherine Beauchemin-Pinard | Laura Fazliu            |
| Klasse tot 70 kg   | Shiho Tanaka       | Lara Cvjetko                | Sanne van Dijke         |
| Klasse tot 70 kg   | Shiho Tanaka       | Lara Cvjetko                | Miriam Butkereit        |
| Klasse tot 78 kg   | Alice Bellandi     | Anna Monta Olek             | Kurena Ikeda            |
| Klasse tot 78 kg   | Alice Bellandi     | Anna Monta Olek             | Patrícia Sampaio        |
| Klasse boven 78 kg | Kim Ha-yun         | Mao Arai                    | Lee Hyeon-ji            |
| Klasse boven 78 kg | Kim Ha-yun         | Mao Arai                    | Romane Dicko            |

### Gemengd
| Onderdeel    | Goud | Zilver | Brons |
| ------------ | --- | --- | --- |
| Gemengd team | Georgië Eter Askilashvili Mikheili Bakhbakhashvili Lasja Bekaoeri Saba Inaneishvili Eteri Liparteliani Nino Loladze Luka Maisuradze Sophio Somkhishvili Mariam Tchanturia Guram Tushishvili | Zuid-Korea Bae Dong-hyun Huh Mi-mi Kim Chann-yeong Kim Ha-yun Kim Jong-hoon Kim Ju-hee Kim Min-jong Lee Hyeon-ji Lee Joon-hwan Lee Seung-yeob Lee Ye-rang Shin Chae-won | Duitsland Erik Abramov Mascha Ballhaus Seija Ballhaus Alina Böhm Samira Bouizgarne Miriam Butkereit Timo Cavelius Losseni Kone Jano Rübo Giovanna Scoccimarro Eduard Trippel Igor Wandtke |
| Gemengd team | Georgië Eter Askilashvili Mikheili Bakhbakhashvili Lasja Bekaoeri Saba Inaneishvili Eteri Liparteliani Nino Loladze Luka Maisuradze Sophio Somkhishvili Mariam Tchanturia Guram Tushishvili | Zuid-Korea Bae Dong-hyun Huh Mi-mi Kim Chann-yeong Kim Ha-yun Kim Jong-hoon Kim Ju-hee Kim Min-jong Lee Hyeon-ji Lee Joon-hwan Lee Seung-yeob Lee Ye-rang Shin Chae-won | Japan Mao Arai Megumi Fuchida Tatsuki Ishihara Sanshiro Murao Kanta Nakano Hyōga Ōta Goki Tajima Ruri Takahashi Momo Tamaoki Shiho Tanaka Yudai Tanaka Utana Terada                       |

### Medaillespiegel
| Plaats | Land                         | Goud | Zilver | Brons | Totaal |
| 1      | Japan                        | 6    | 4      | 5     | 15     |
| 2      | Georgië                      | 2    | 2      | 1     | 5      |
| 3      | Italië                       | 2    | 0      | 0     | 2      |
| 4      | Zuid-Korea                   | 1    | !      | 3     | 5      |
| 5      | Frankrijk                    | 1    | 1      | 2     | 4      |
| 6      | Duitsland                    | 0    | 1      | 3     | 4      |
| 7      | Tadzjikistan                 | 0    | 1      | 2     | 3      |
| 8      | Brazilië                     | 0    | 1      | 1     | 2      |
| 8      | Kosovo                       | 0    | 1      | 1     | 2      |
| 10     | Canada                       | 0    | 1      | 0     | 1      |
| 10     | Kazachstan                   | 0    | 1      | 0     | 1      |
| 10     | Kroatië                      | 0    | 1      | 0     | 1      |
| 13     | Azerbeidzjan                 | 0    | 0      | 3     | 3      |
| 14     | Mongolië                     | 0    | 0      | 2     | 2      |
| 15     | Hongarije                    | 0    | 0      | 1     | 1      |
| 15     | Nederland                    | 0    | 0      | 1     | 1      |
| 15     | Portugal                     | 0    | 0      | 1     | 1      |
| 15     | Spanje                       | 0    | 0      | 1     | 1      |
| 15     | Verenigde Arabische Emiraten | 0    | 0      | 1     | 1      |
| -      | ANA                          | 3    | 0      | 2     | 5      |
| Totaal | Totaal                       | 15   | 15     | 30    | 60     |

## Prestaties Belgische en Nederlandse judoka's

### Belgische selectie
De Belgische selectie bestond uit zes judoka's (vier mannen en twee vrouwen) die zich voor individuele onderdelen hadden geplaatst.
Mannen
| judoka             | onderdeel | eerste ronde                | tweede ronde                  | derde ronde                  | kwartfinale                  | halve finale         | herkansing              | finale / BM          | finale / BM    |
| judoka             | onderdeel | tegenstander uitslag        | tegenstander uitslag          | tegenstander uitslag         | tegenstander uitslag         | tegenstander uitslag | tegenstander uitslag    | tegenstander uitslag | rang           |
| ------------------ | --------- | --------------------------- | ----------------------------- | ---------------------------- | ---------------------------- | -------------------- | ----------------------- | -------------------- | -------------- |
| Jorre Verstraeten  | −60 kg    | bye                         | Aýbek Ömirow W 000-010        | Magzhan Shamshadin V 001-000 | niet geplaatst               | niet geplaatst       | niet geplaatst          | niet geplaatst       | niet geplaatst |
| Zelemkhan Batchaev | −73 kg    | Bajsangur Bagajev V 000-010 | niet geplaatst                | niet geplaatst               | niet geplaatst               | niet geplaatst       | niet geplaatst          | niet geplaatst       | niet geplaatst |
| Matthias Casse     | −81 kg    | bye                         | Shamil Borchashvili W 100-000 | Gadzhimurad Omarov W 002-000 | Tato Grigalasjvili V 101-001 | n.v.t.               | Lee Joon-hwan V 100-000 | n.v.t.               | 7e             |
| Yves Ndao          | +100 kg   | bye                         | Lukáš Krpálek V 100-000       | niet geplaatst               | niet geplaatst               | niet geplaatst       | niet geplaatst          | niet geplaatst       | niet geplaatst |

Vrouwen
| judoka            | onderdeel | eerste ronde               | tweede ronde                   | derde ronde                  | kwartfinale          | halve finale         | herkansing           | finale / BM          | finale / BM    |
| judoka            | onderdeel | tegenstander uitslag       | tegenstander uitslag           | tegenstander uitslag         | tegenstander uitslag | tegenstander uitslag | tegenstander uitslag | tegenstander uitslag | rang           |
| ----------------- | --------- | -------------------------- | ------------------------------ | ---------------------------- | -------------------- | -------------------- | -------------------- | -------------------- | -------------- |
| Loïs Petit        | −48 kg    | Wong Ka Lee W 000-100      | Khalimajon Kurbonova W 100-000 | Abiba Abuzhakynova V 100-000 | niet geplaatst       | niet geplaatst       | niet geplaatst       | niet geplaatst       | niet geplaatst |
| Gabriella Willems | −70 kg    | Jennifer Czerlau W 000-001 | Celinda Corozo W 010-000       | Lara Cvjetko V 001-000       | niet geplaatst       | niet geplaatst       | niet geplaatst       | niet geplaatst       | niet geplaatst |

### Nederlandse selectie
De Nederlandse selectie bestond uit veertien judoka's (negen vrouwen en vijf mannen) die zich voor individuele onderdelen hadden geplaatst. Jelle Snippe (+100 kg) moest afzeggen wegens een blessure. Noël van 't End, Frank de Wit en Michael Korrel waren tijdelijk geschorst vanwege "fouten bij het invullen van de zogenoemde whereabouts".
Mannen
| judoka           | onderdeel | eerste ronde            | tweede ronde                    | derde ronde                         | kwartfinale          | halve finale         | herkansing           | finale / BM          | finale / BM    |                |
| judoka           | onderdeel | tegenstander uitslag    | tegenstander uitslag            | tegenstander uitslag                | tegenstander uitslag | tegenstander uitslag | tegenstander uitslag | tegenstander uitslag | rang           |                |
| ---------------- | --------- | ----------------------- | ------------------------------- | ----------------------------------- | -------------------- | -------------------- | -------------------- | -------------------- | -------------- | -------------- |
| Emiel Jaring     | −60 kg    | bye                     | Ayub Bliev V 000-002            | niet geplaatst                      | niet geplaatst       | niet geplaatst       | niet geplaatst       | niet geplaatst       | niet geplaatst |                |
| Mark van Dijk    | −90 kg    | bye                     | Achraf Moutii W 000-100         | Maxime-Gaël Ngayap Hambou V 010-000 | niet geplaatst       | niet geplaatst       | niet geplaatst       | niet geplaatst       | niet geplaatst | niet geplaatst |
| Simeon Catharina | −100 kg   | Rhys Thompson W 000-101 | Matvey Kanikovskiy V 112-000    | niet geplaatst                      | niet geplaatst       | niet geplaatst       | niet geplaatst       | niet geplaatst       | niet geplaatst |                |
| Jelle Snippe     | +100 kg   | n.v.t                   | n.v.t                           | n.v.t                               | n.v.t                | n.v.t                | n.v.t                | n.v.t                | n.v.t          |                |
| Jur Spijkers     | +100 kg   | bye                     | Muzaffarbek Turoboyev V 021-001 | niet geplaatst                      | niet geplaatst       | niet geplaatst       | niet geplaatst       | niet geplaatst       | niet geplaatst |                |

Vrouwen
| judoka              | onderdeel | eerste ronde                     | tweede ronde                | derde ronde                            | kwartfinale                | halve finale         | herkansing              | finale / BM            | finale / BM    |
| judoka              | onderdeel | tegenstander uitslag             | tegenstander uitslag        | tegenstander uitslag                   | tegenstander uitslag       | tegenstander uitslag | tegenstander uitslag    | tegenstander uitslag   | rang           |
| ------------------- | --------- | -------------------------------- | --------------------------- | -------------------------------------- | -------------------------- | -------------------- | ----------------------- | ---------------------- | -------------- |
| Amber Gersjes       | −48 kg    | Galiya Tynbayeva W 010-000       | Sabina Giliazova V 010-000  | niet geplaatst                         | niet geplaatst             | niet geplaatst       | niet geplaatst          | niet geplaatst         | niet geplaatst |
| Naomi van Krevel    | −52 kg    | Ayumi Leiva Sanchez V 000-001    | niet geplaatst              | niet geplaatst                         | niet geplaatst             | niet geplaatst       | niet geplaatst          | niet geplaatst         | niet geplaatst |
| Joanne van Lieshout | −63 kg    | bye                              | Katharina Haecker W 001-000 | Nauana Silva V 000-010                 | niet geplaatst             | niet geplaatst       | niet geplaatst          | niet geplaatst         | niet geplaatst |
| Sanne van Dijke     | −70 kg    | bye                              | Luana Carvalho W 001-000    | Aina Laura Rasoanaivo Razafy W 100-000 | Aoife Coughlan V 100-000   | n.v.t.               | Margaux Pinot W 000-001 | Ai Tsunoda W 000-001   | Brons          |
| Margit de Voogd     | −70 kg    | Elena Dengg W 001-000            | Tais Pina V 000-001         | niet geplaatst                         | niet geplaatst             | niet geplaatst       | niet geplaatst          | niet geplaatst         | niet geplaatst |
| Lieke Derks         | −78 kg    | bye                              | Ma Zhenzhao V 011-001       | niet geplaatst                         | niet geplaatst             | niet geplaatst       | niet geplaatst          | niet geplaatst         | niet geplaatst |
| Guusje Steenhuis    | −78 kg    | bye                              | Anna Monta Olek V 010-000   | niet geplaatst                         | niet geplaatst             | niet geplaatst       | niet geplaatst          | niet geplaatst         | niet geplaatst |
| Marit Kamps         | +78 kg    | Mariia Ivanova W 001-000         | Milica Žabić W 020-000      | n.v.t.                                 | Emma-Melis Aktas W 000-100 | Mao Arai V 100-000   | n.v.t.                  | Lee Hyeon-ji V 100-000 | 5e             |
| Karen Stevenson     | +78 kg    | Adiyasuren Amarsaikhan W 100-000 | Hilal Öztürk W 001-002      | n.v.t.                                 | Romane Dicko V 100-000     | n.v.t.               | Lee Hyeon-ji V 000-100  | n.v.t.                 | 7e             |